# Сербія та Чорногорія на Євробаченні Юних Музикантів
Сербія та Чорногорія брала участь у Євробаченні Юних Музикантів, що проводиться кожні два роки, лише один раз у 2006 році.
Після референдуму про розпад Державного Союзу Сербії та Чорногорії, незалежна Сербія дебютувала на Євробаченні Юних Музикантів у 2008 році, тоді як Чорногорія ніколи не брала участь у конкурсі.

## Учасники
Умовні позначення
     Переможець
     Друге місце
     Третє місце
     Не пройшла до фіналу
     Участь скасовано
     Не брала участі
| Рік  | Місце проведення | Учасник       | Інструмент | Фінал                      | Півфінал |
| ---- | ---------------- | ------------- | ---------- | -------------------------- | -------- |
| 2006 | Відень           | Марія Годєвач | Фортепіано | Не вдалося кваліфікуватися | -        |